# Hôtel Marcel-Dassault
L'hôtel d'Espeyran (aussi appelé hôtel Sabatier-d'Espeyran, puis hôtel Marcel-Dassault) est un hôtel particulier situé au 7, rond-point des Champs-Élysées-Marcel-Dassault dans le 8e arrondissement de Paris.

## Historique
À l'origine, le lot contenait un immeuble mais, de 1888 à 1893, le bâtiment est reconstruit en style Louis XV par les architectes Louis et Henri Parent pour Félicie Durand, veuve de Frédéric Sabatier d'Espeyran, qui avait déjà acquis l'hôtel Le Hon au 9 du rond-point des Champs-Élysées en 1874,. Les grilles entourant le bâtiment sont l'œuvre du serrurier parisien Roy.
L'hôtel est ensuite habité par la comédienne Sophie Croizette (1847-1901), avant qu'elle ne quitte le théâtre.
En 1952, l'industriel Marcel Dassault rachète la bâtisse à la famille Sabatier d'Espeyran pour 300 millions de francs, et son lot jouxtant (9 rond-point des Champs-Élysées), ensemble qui devient connu sous le nom d'hôtel Marcel-Dassault,. Les lieux sont réaménagés par l'architecte Georges Hennequin (fils) et deviennent le siège social du groupe industriel Marcel Dassault.
Depuis 2002, il est occupé par la maison française de vente aux enchères Artcurial.

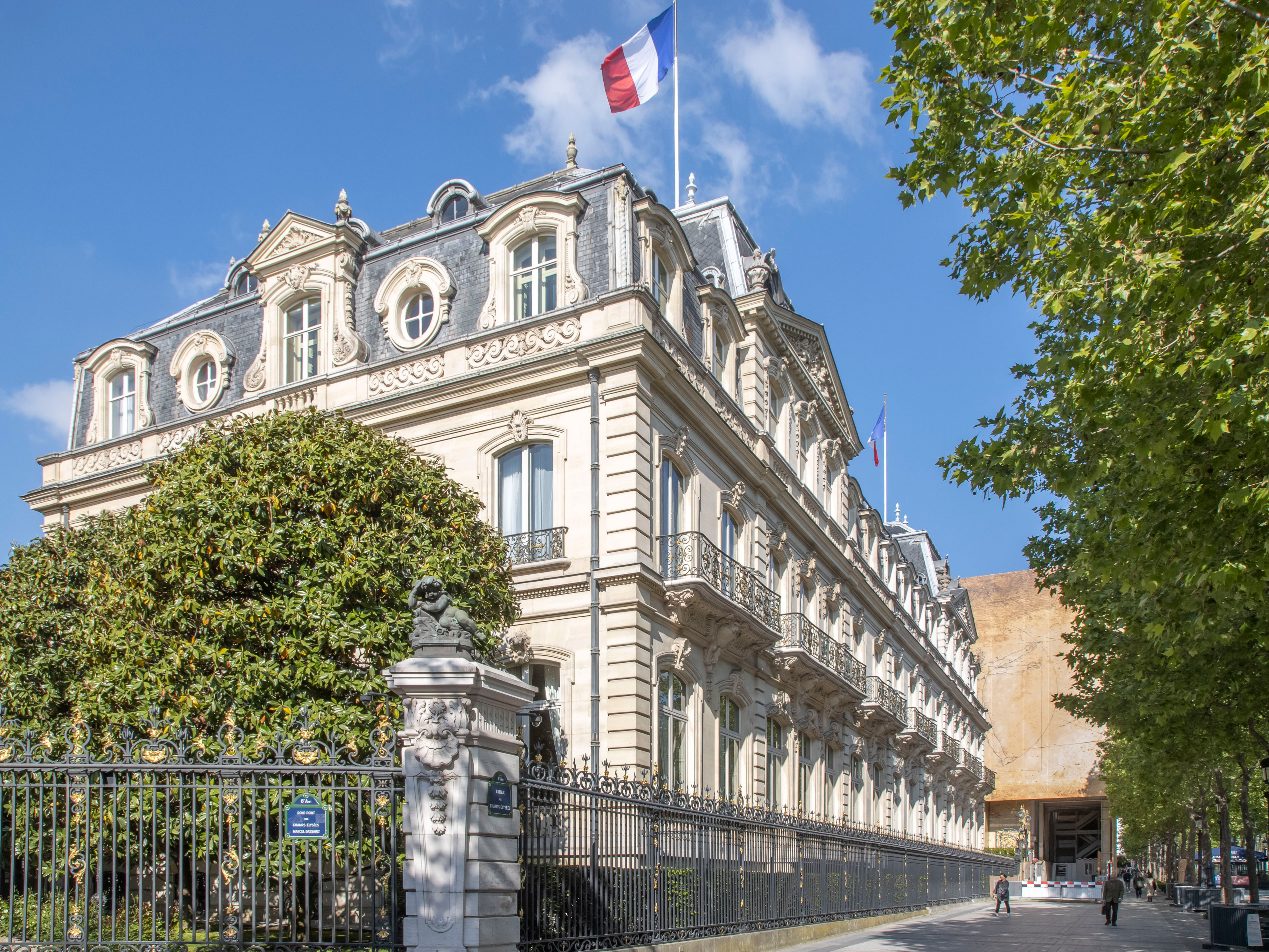
L'hôtel Le Hon, situé le long de l'avenue des Champs-Élysées.

## Au cinéma
Dans le film Au revoir là-haut (2017), coécrit et réalisé par Albert Dupontel, l’hôtel est la résidence de la famille d’Édouard Péricourt, gueule cassée du film.